# Melita Ruhn
Melita Ruhn, née le 19 avril 1965 à Sibiu, est une gymnaste artistique roumaine.

## Palmarès

### Jeux olympiques
- Moscou 1980
  -  médaille d'argent au concours par équipes
  -  médaille de bronze au saut de cheval
  -  médaille de bronze aux barres asymétriques

### Championnats du monde
- Fort Worth 1979
  -  médaille d'or au concours par équipes
  -  médaille de bronze au concours général
  -  médaille de bronze au sol